# 正身旗人
正身旗人是八旗制度中拥有独立户籍的群体，又称作“正户”（转写：jingkini boigon）。由于旗分佐领内的人皆为正户，故经常用来代指旗分佐领下人。不过，内务府包衣和部分下五旗包衣也拥有自己的户籍，身处正身旗人之列，所以实际上正身旗人的范围还要更宽泛一些。上起钟鸣鼎食的天潢贵胄、诗礼簪缨的官宦世家、下至普通的八旗子弟，虽然中间隔着各种政治等级，但均属正身旗人范畴之内。

### 引证
1. 1 2  Elliott 2001，第83頁
2. ↑  杜家骥 2008，第445頁
3. ↑  刘小萌 2008，第56頁
4. ↑   參: